# José Bardasano Baos
José Bardasano Baos (Madrid, 25 de marzo de 1910 - 30 de junio de 1979) fue un pintor español reconocido por su dominio del realismo y su destacada labor como ilustrador y cartelista. Su carrera artística abarcó múltiples disciplinas, incluyendo pintura de retratos, paisajes urbanos y obras costumbristas, con una notable capacidad para captar los cambios de luz y transmitir expresividad.

## Biografía
Estudió en el colegio Nuestra Señora de las Maravillas, donde desde niño se le animó a desarrollar sus cualidades para el dibujo. En 1921, con once años de edad, el pintor Marceliano Santa María le descubrió pintando al natural en la glorieta de Cuatro Caminos, procurando éste que en 1922 ingresara como alumno en la sección IX de la Escuela de Artes y Oficios de Madrid, donde obtendría hasta 1925 todos los premios extraordinarios de la carrera. No obstante, en 1926 fue suspendido en las pruebas de acceso a la Escuela de Bellas Artes de San Fernando.
Colaboró como ilustrador en distintos periódicos y revistas, entre ellos El Socialista, siendo nombrado en 1929 director artístico de la agencia Rex de publicidad.
A partir de 1930 comenzó a concurrir a diversos concursos y exposiciones, entre ellas la Nacional de Bellas Artes, donde en ese año presentó un "Autorretrato" que sorprendería al Jurado. Obtuvo por ello una bolsa de viaje que dedicaría a viajar por Andalucía, pintando numerosos paisajes y escenas populares. Fue en 1934 cuando realizó su primera exposición individual en la sociedad Los Amigos del Arte. En ese mismo año contrajo matrimonio con la también pintora Juana Francisca Rubio "Paquita" (Madrid, 1911-2008), obteniendo una Segunda Medalla en la Exposición Nacional con un retrato de su esposa.
En 1935 viajó por Francia, Bélgica, Holanda e Inglaterra gracias a una beca otorgada con el Legado del Conde de Cartagena, exponiendo en 1936 la obra realizada, ya a su vuelta, en el Círculo de Bellas Artes de Madrid. Nuevamente acudió a la Nacional de ese año (con el óleo "La Retirada", que representaba una escena de la Primera Guerra Mundial), y cuando su obra iba a ser galardonada con Primera Medalla, estalló la Guerra Civil. Durante esos años participó activamente en secciones propagandísticas del bando republicano a través del taller La Gallofa, de las Juventudes Socialistas Unificadas, que fundó y dirigió, siendo reconocido desde entonces como uno de los mejores y más prolíficos cartelistas.
En 1939, terminada la contienda y tras pasar por el campo de concentración francés de Argelés, marchó con su familia a Méjico en el buque SINAIA. Durante los días que duró la travesía colaboró, junto a Germán Horacio y Ramón Peinado, ilustrando el diario Sinaia que se editó a bordo del barco. En los años sucesivos, desarrollaría una intensa labor a través de numerosas exposiciones, colaboraciones en revistas y docencia impartiendo clases de pintura. Allí fundó, en 1945 y junto con otros pintores españoles y mejicanos, el Círculo de Bellas Artes de México, que llegaría a presidir.
En 1960 regresó definitivamente a España, donde continuó exponiendo su obra y recibiendo numerosos galardones nacionales e internacionales en reconocimiento a su trayectoria artística, aunque con todo nunca llegó a ocupar el sillón de académico para el que varias veces fuera propuesto.
El 30 de junio de 1979 falleció en Madrid a causa de un infarto de miocardio.

## Obra y estilo
Bardasano fue un pintor fundamentalmente figurativo, destacado por la maestría en el dibujo. Admirador de Velázquez y de Goya, sus composiciones evolucionan desde un realismo inspirado en los modelos academicistas de finales del siglo XIX y principios del siglo XX a otro de factura más libre e impresionista, con técnica más atrevida. Opositor de la pintura abstracta, llegó a declarar de esta que "no es tal pintura, ya que olvida lo fundamental, que es la forma. Esa falsa pintura no puede ser vendida más que por kilos o por metros".
Sus obras son muy estudiadas y de gran expresividad, prestando especial atención a los cambios de la luz. En ellas aborda con frecuencia el género costumbrista poblado de personajes tradicionales, aunque huyendo del folklorismo. El paisaje urbano (fundamentalmente de Madrid), los retratos y los bodegones son también parte muy abundante y esencial en sus composiciones.

## Homenajes
En 1984 se le rindió especial homenaje mediante una gran exposición antológica en Madrid organizada por el Banco de Bilbao, y posteriormente, en 1986, con otra en el Centro Cultural Conde Duque de Madrid. En 2011, en Salamanca y bajo el título "Bardasano en Guerra", se organizó por el Ministerio de Cultura otra gran exposición sobre su obra vinculada a la Guerra Civil Española, con sus carteles propagandísticos como eje principal.